# Schuricke-Terzett
Das Schuricke-Terzett war eine deutsche Gesangsgruppe um den Unterhaltungssänger Rudi Schuricke.

## Geschichte
Schuricke machte seine ersten Erfahrungen im Ensemblegesang bei den Kardosch-Sängern seines Gesangslehrers István Kardos. Als im Oktober 1933 bei einer Live-Sendung am Königsberger Rundfunk ein Mitglied der Gruppe ausfiel, durfte Schuricke für den Ersten Tenor, der überraschend erkrankt war, einspringen und konnte so sein Talent unter Beweis stellen. Kardos übernahm ihn daraufhin in seine Gruppe.
Die Kardosch-Sänger lösten sich Ende 1935 auf. István Kardos war jüdischer Herkunft und ging wie der Bass Paul von Nyíri nach Budapest zurück.
Daraufhin sang Schuricke von Februar 1936 bis März 1937 als Erster Tenor bei den 1934 von dem Pianisten Werner Doege gegründeten Spree Revellers.
Ab März 1937 baute Schuricke eine eigene Gesangsgruppe auf. Dazu gehörten anfänglich die Baritone Helmut Krebs und Karl Golgowsky. Als Krebs ausschied, wurde er durch Horst Rosenberg ersetzt. In dieser Besetzung – Schuricke selbst sang Tenor – konstituierte sich dann das Schuricke-Terzett.
Der größte Erfolg des Terzetts, das aktuelle Schlager in modernem Stil darbot, ergab sich aus dessen Kunst, nahezu alle Instrumente imitieren zu können. Rundfunk und Schallplattenindustrie bekundeten ihr Interesse an dem Ensemble, das Engagements an die bedeutendsten Varietétheater in Berlin – wie den Wintergarten, die Scala und das Plaza – erhielt.
Das Schuricke-Terzett trat mit deutschen Orchestern der 1930er und 1940er Jahre auf, z. B. mit Willy Berking, Will Glahé, Michael Jary, Oscar Joost.
Das Schuricke-Terzett wirkte an insgesamt vier Spielfilmproduktionen mit:
- Spiel an Bord (1936)
- Verliebtes Abenteuer (1938)
- Menschen, Tiere, Sensationen (1938)
- Kitty und die Weltkonferenz (1939)

Kurz zu sehen ist die Gruppe allerdings nur in den beiden 1938 produzierten Streifen.
Im Jahr 1939 wurde Schuricke zum Kriegsdienst eingezogen. Danach löste sich sein Terzett auf. Rosenberg und Golgowsky sangen weiterhin, aber jeder für sich, bei Imperial bzw. Odeon und Decca für die Schallplatte.

## Tondokumente (Auswahl)
- Liebe läßt sich nicht erzwingen. Lied a. d. Harry-Piel-Tonfilm Menschen, Tiere, Sensationen (Musik: Fritz Wenneis) Schuricke-Terzett. Grammophon 10 987 B (mx. 80 887) – 1938 (online)
- Kleine Mama, wie geht es Ihrem Baby? Foxtrot a. d. Tonfilm Es leuchten die Sterne (Leo Leux, Text: Hannes und Balz) Orchester Will Glahe. Gesang: Schuricke-Terzett. Electrola EG 6244 (mx. ORA 2642-1). Aufnahmejahr: 1938 (online)
- Das kann doch einen Seemann nicht erschüttern! Marsch-Fox a. d. Tonfilm Paradies der Junggesellen (Jary/Balz) Orchester Oskar Joost. Gesang: Schuricke-Terzett. Grammophon 11 279 (mx. 8354 1/2 GD9), Aufnahmejahr: 1939 (online)
- Bahnsteig 4. Chanson (W. Kleine) Orchester Will Glahé. Gesang: Schuricke-Terzett. Electrola EG 6855 (Matrizennummer: ORA 3973-1). Aufnahmejahr: 1939 (online)
- Kleines Haus in der Heimat. Foxtrot (Reinfeld/Bennefeld) Michael Jary Kammer-Tanz-Orchester, Gesang: Schuricke-Terzett. Odeon O-31 622 b (Be 12 672) – 1940 (online)
- Großstadtmelodie. Sinfonischer Foxtrot (Kötscher/Siegel) Tanz-Orchester Edmund Kötscher, Gesang: Schuricke-Terzett. Imperial 17 269 (mx. K-C 27 761) (online)
- Heute Abend bin ich frei! Foxtrot aus der Operette Frauen im Metropol (Musik: Ludwig Schmidseder, Text: Günther Schwenn) Willy Berking mit seinen Solisten, Gesang: Schuricke-Terzett. Imperial 17 316 (mx. K-C 28 423) – 1940 (online)